# Курилович Володимир

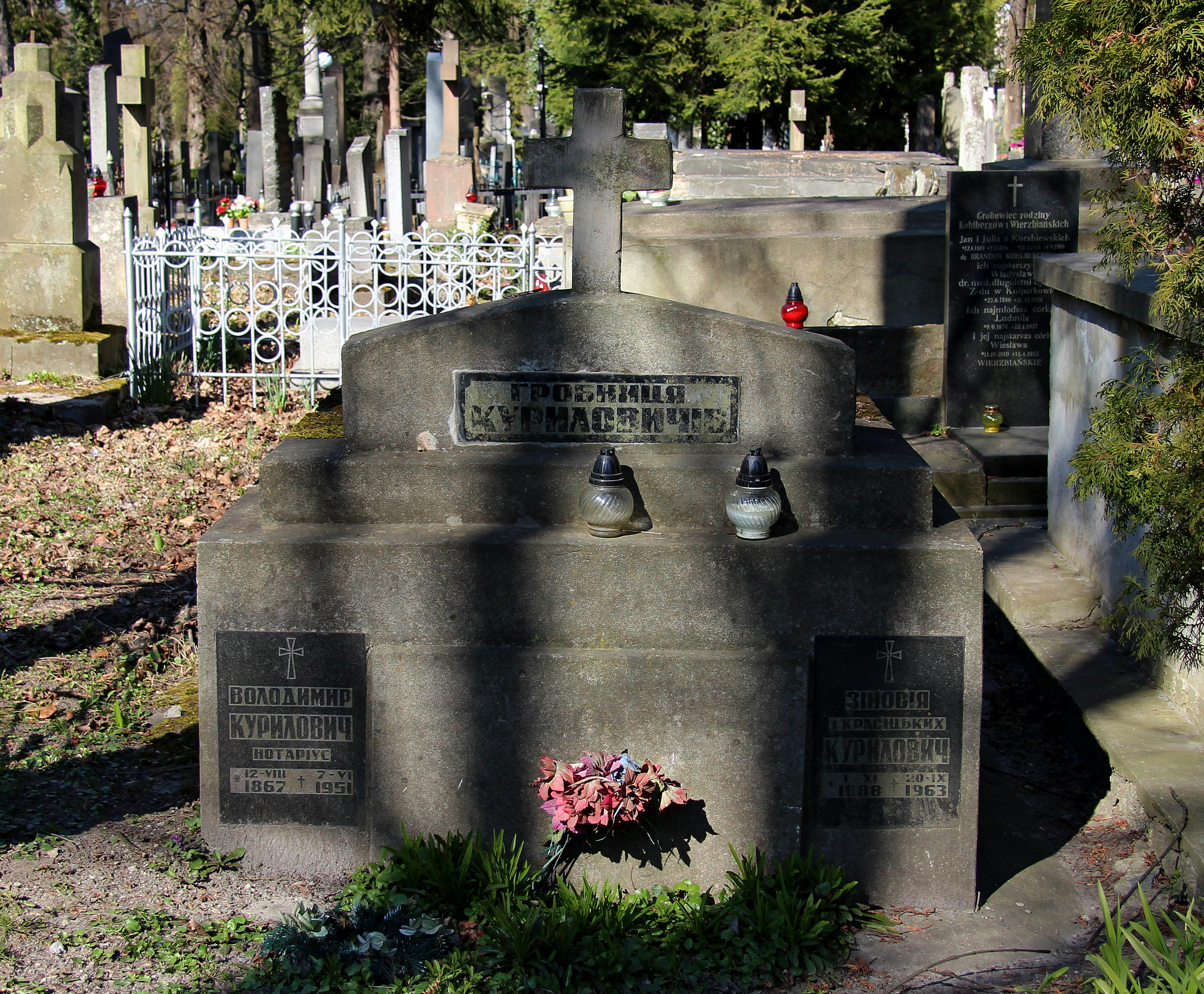

Володимир Курилович — суддя, громадсько-політичний діяч, москвофіл (старорусин). Посол до Райхсрату XI та XII скликань, посол до Галицького крайового сейму 8-го скликання‎.

## Життєпис
Народився в м. Бучачі.
Після вивчення права у Львівському та Чернівецькому університетах від 1890 року на судовій службі в Галичині: спочатку — юридичний стажер при крайовому суді у Львові; 1891 — аускультант при окружному[джерело?] суді в Рава-Руській; 1896 р. — ад'юнкт при окружному[джерело?] суді в Мельниці-Подільській Борщівського повіту; 1899 — секретар суду, 1900 — окружний суддя, 1904 — крайовий суддя та голова окружного[джерело?] суду в Риманові Сяніцького повіту; 1908 р. — крайовий суддя, 1913 р. — вищий крайовий суддя у Львові.
Обраний послом VIII каденції до Галицького сейму 20 червня 1906 року на додаткових виборах від IV курії в окрузі 24 (Сяніцький повіт), входив до «Руського соймового клубу» . Його політичним опонентом в окрузі був Петро Лінинський  Протегований польською фракцією «подоляків» на посаду віцемаршалка Галицького сейму. Був послом до завершення каденції (до кінця 1907 року).
Посол Райхсрату XI каденції (17.06.1907-30.03.1911). Обраний від двомандатного округу 51 (судові округи Сянік, Риманів, Буківсько, Дукля, Лісько, Устрики-Долішні). Був діячем старорусинського руху  (течія москвофільського). Повторно обраний від того ж округу, був послом XII каденції з 17 липня 1911 до 21 серпня 1915 років, коли набув чинності судовий вирок (30 березня 1917 його місце в парламенті зайняв о. Роман Чайковський). У цій каденції входив до фракції Чеської народної соціальної партії.
У жовтні 1914 року заарештований за підозрою в державній зраді. 21 серпня 1915 року під час так званого першого віденського політичного процесу проти москвофілів (11 червня — 21 серпня 1915 року) засуджений до смертної кари через повішання за звинуваченням у зраді Батьківщини. Внаслідок заступництва короля Іспанії Альфонсо XIII цісар Франц Йозеф І замінив вирок довічним ув'язненням. Амністований у липні 1917 року.
Помер у Львові, похований на 56 полі Личаківського цвинтаря.